# Richard Anthony Hewson
Pour les articles homonymes, voir Hewson.
 (avril 2021).
Si vous disposez d'ouvrages ou d'articles de référence ou si vous connaissez des sites web de qualité traitant du thème abordé ici, merci de compléter l'article en donnant les références utiles à sa vérifiabilité et en les liant à la section « Notes et références ».
Richard Anthony Hewson, né le 17 novembre 1943 à Stockton-on-Tees, est un musicien britannique.

## Biographie
Richard Hewson commence sa carrière à la fin des années 1960 comme arrangeur et producteur, et travaille avec plusieurs artistes comme The Beatles (I Me Mine et The Long and Winding Road), les Bee Gees (Melody), James Taylor (Carolina in My Mind), Herbie Hancock, Clifford T. Ward, Supertramp, Pilot (Pilot), Diana Ross, Carly Simon, Art Garfunkel, Leo Sayer, Paul McCartney (Thrillington), Mary Hopkin (Those Were the Days), Al Stewart, Chris de Burgh, Fleetwood Mac ou encore Chris Rea. Il arrange aussi la partie orchestrale sur plusieurs albums de Cliff Richard : I'm Nearly Famous (1976), Every Face Tells a Story (1977) et Green Light (1978). Hewson travaille également pour le groupe anglais Jigsaw, incluant des arrangements pour leur hit Sky High.
En 1977, il crée Rah Band, un groupe fictif de jazz-funk. Le groupe n'en est pas véritablement un du fait qu'il ne compte qu'un seul membre, lui-même. Il compose les morceaux The Crunch et surtout Clouds Across the Moon, tous les deux classés 6e des ventes de disques au Royaume-Uni, respectivement en 1977 et 1985.
La sortie de Clouds across the moon marque le plus grand tournant de la carrière de Rah Band. Cette balade soulfull, chantée par sa femme Liz Hewson, squattera pendant plusieurs semaines les hauts rangs des charts européens.
RAH Band continua par la suite de sortir d'innombrables singles et plusieurs albums, dont aucun ne connaîtra plus le même succès que Clouds across the moon. En parallèle à Rah Band, Richard Anthony Hewson continua de produire des artistes.

## Discographie

### Singles
- "Love for Hire" (1976) (en tant que Richard Hewson Orchestra)
- "The Crunch" (1977) – UK No. 6, AUS No. 16
- "Jiggery Pokery" / "Porride" (1977)
- "Is Anybody There (Vampire Vamp)" (1978)
- "Electric Fling" (1978)
- "Tokyo Flyer" (1979)
- "Falcon" (1980) – UK No. 35
- "Slide" (1981) – UK No. 50
- "Downside Up" (1981)
- "Rock Me Down to Rio" / "Riding on a Fantasy" (1981)
- "Perfumed Garden" (1982) – UK No. 45
- "Tears & Rain" / "Hunger 4 Your Jungle Love" (1982)
- "Sam the Samba Man" (1983)
- "Messages from the Stars" (1983) – UK No. 42
- "Questions (What'cha Gonna Do?)" (1983)
- "Rising Star" / "Winter Love '84" (1984)
- "Sam the Samba Man '84" / "Dream Street" (1984)
- "Are You Satisfied? (Funka Nova)" (1985) – UK No. 70
- "Clouds Across the Moon" (1985) – UK No. 6
- "Sorry Doesn't Make It Anymore" (1985)
- "What'll Become of the Children?" (1985)
- "The Crunch '85" (1985)
- "Sweet Forbidden" (1986)
- "Across the Bay" (1987)
- "Run 4 the Sun" (1987)
- "A Woman's Life" (1987)
- "Nice Easy Money" (1988)
- "Time Keeps Tearing Us Apart" (1988)
- "Looks Like I'm in Love Again" (1993) (en tant que Key West featuring Erik) – UK No. 46
- "Living for the Nightlife" (1996)
- "Clouds Across the Moon (Tiefschwarz Remix) (1999)
- "The Crunch-Eye in the Sky" (2005)
- "Clouds Across the Moon#Remixes, Clouds Across the Moon '07," (2007)
- "Living for the Nitelife" (2008) (comme The Rah Band featuring Susanna Wallumrød)
- "Turn My Love Around" (2008)
- "No Way (To Treat Your Lover)" (2009)
- "Vapour Trails" (2010)
- "Nothing in This World" (2015)

### Albums
- The Orchestrah (Philips, 1974)
- Love Is (Richard Hewson Orchestra) (1976)
- The Crunch & Beyond (1978)
- RAH Band (1981)
- Going Up (1983)
- Upper Cuts (1984)
- Mystery (1985)
- Past, Present & Future (1985)
- Something About The Music (1987)
- The Best of Rah Band (1995)
- RAH Band remixed by Richard Hewson (2004)
- The Very Best of... (2005)
- 12 Inch Remixes (2009)